# 津久見町
津久見町（つくみまち）は、大分県北海部郡にあった町。現在の津久見市中心部にあたる。

## 歴史
- 1889年（明治22年）4月1日 - 町村制施行に伴い、八戸村、津久見村、津久見浦、千怒村が合併し津組村が成立する。
- 1921年（大正10年）1月1日 - 津組村が町制施行により津久見町となる。
- 1933年（昭和8年）4月1日 - 青江町、下浦村と新設合併し、新たな津久見町が発足。
- 1951年（昭和26年）4月1日 - 日代村、四浦村、保戸島村と新設合併・市制施行し津久見市が発足。